# 하상 유사

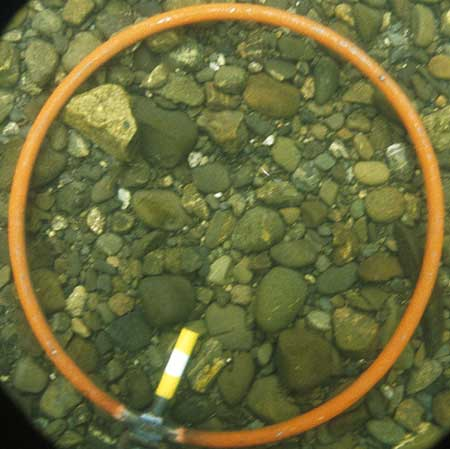
알래스카주 캠벨크리크의 골짜기선의 하상 유사 축적물

하상 유사(河床流砂), 소류사(掃流砂) 또는 베드로드(bed load)라는 용어는 하상을 따라 운반되는 흐르는 유체(보통 물)의 입자를 나타낸다. 침대 하중은 부유사와 미세 부유사(wash load)를 보완한다.
하상 유사는 롤링, 슬라이딩 및 도약이동(saltation)에 의해 이동한다.
일반적으로 하류의 하상 유사는 상류의 하상 유사보다 작고 더 둥글게 된다. 이는 부분적으로 돌들이 강 수로에 대해 서로 충돌하여 발생하는 마모로 인해 발생하며, 이로 인해 거친 질감(둥근 모양)이 제거되고 입자 크기가 줄어든다. 그러나 퇴적물의 선택적 이동은 하류 청징화와 관련하여 중요한 역할을 한다. 입자를 비말 동반하는 데 필요한 전단 응력이 입자 직경에 선형적으로 비례하기 때문에 평균보다 작은 입자가 평균보다 큰 입자보다 더 쉽게 비말 동반된다. 그러나 크기 선택성의 정도는 파커(Parker)와 클링게만(Klingeman, 1982)이 설명한 은폐 효과(hiding effect)에 의해 제한된다. 여기서 큰 입자는 층에서 튀어나오는 반면 작은 입자는 큰 입자에 의해 가려지고 숨겨져 결과적으로 거의 동일한 전단 응력에서 거의 모든 입자 크기가 동반된다.